# Curt Björklund
Curt Johan Artur Eugen Björklund, född 24 augusti 1895 i Stockholm, död 5 december 1958 i Engelbrekts församling Stockholm, var en svensk arkitekt och medlem i SAR. 

## Biografi
Björklund tog studentexamen 1913 i Stockholm tillsammans med Folke Bernadotte och Erik C:son Boheman. Han studerade vid KTH 1913-1918 och KKH 1919-1921. Han verkade som biträdande arkitekt vid Stockholms stadshus ritkontor 1918-1920, provtjänstgöring i Byggnadsstyrelsen 1922-1923 och tjänstgörande arkitekt utom stat vid Byggnadsstyrelsen 1923. Han var anställd hos Ivar Tengbom 1923-1929. Därefter drev han egen verksamhet. Han var arkitekt i skolöverstyrelsen från 1936. Mellan 1938 och 1943 verkade han som stadsarkitekt i Lindesberg
Björklund var son till generaldirektör Eugen Björklund och Anna Cygnæus. Han gifte sig år 1925 med Ingrid Däumichen, dotter till generalkonsul Max Däumichen och Marta Springer. Björklund var far till arkitekten Lennart Björklund.

## Verk i urval
- Ombyggnad Hasselbacken, Stockholm 1926
- Funäsdalens kyrka, 1927.
- Lilla Rosenvik, Djurgården 1929.
- Hotel Reisen, 1930
- Villa Hjorth, 1930
- Ombyggnad av Uppsala stadshotell (1927), Arvika stadshotell (1928) och Lindesbergs stadshotell (1931)
- Ombyggnader av restautangerna Operakällaren, Stockholm 1932, källaren PB, Stockholm 1933
- Om- och tillbyggnad Tyska kyrkans församlings pastorshus, Stockholm 1935-1936.
- Restaurering av Ullångers kyrka 1934.
- Svenska beskickningshuset i Warszawa, 1936
- Nybyggnad och sanering Själagårdsgatan 15, Stockholm 1939.
- Tre Vapen, marinförvaltningsbyggnad, Stockholm 1942-1948.
- Länssparbankens hus, Klarabergsgatan 25, Stockholm 1957-1960.
- Klastorpsskolan, Kungsholmen, Stockholm

## Bilder

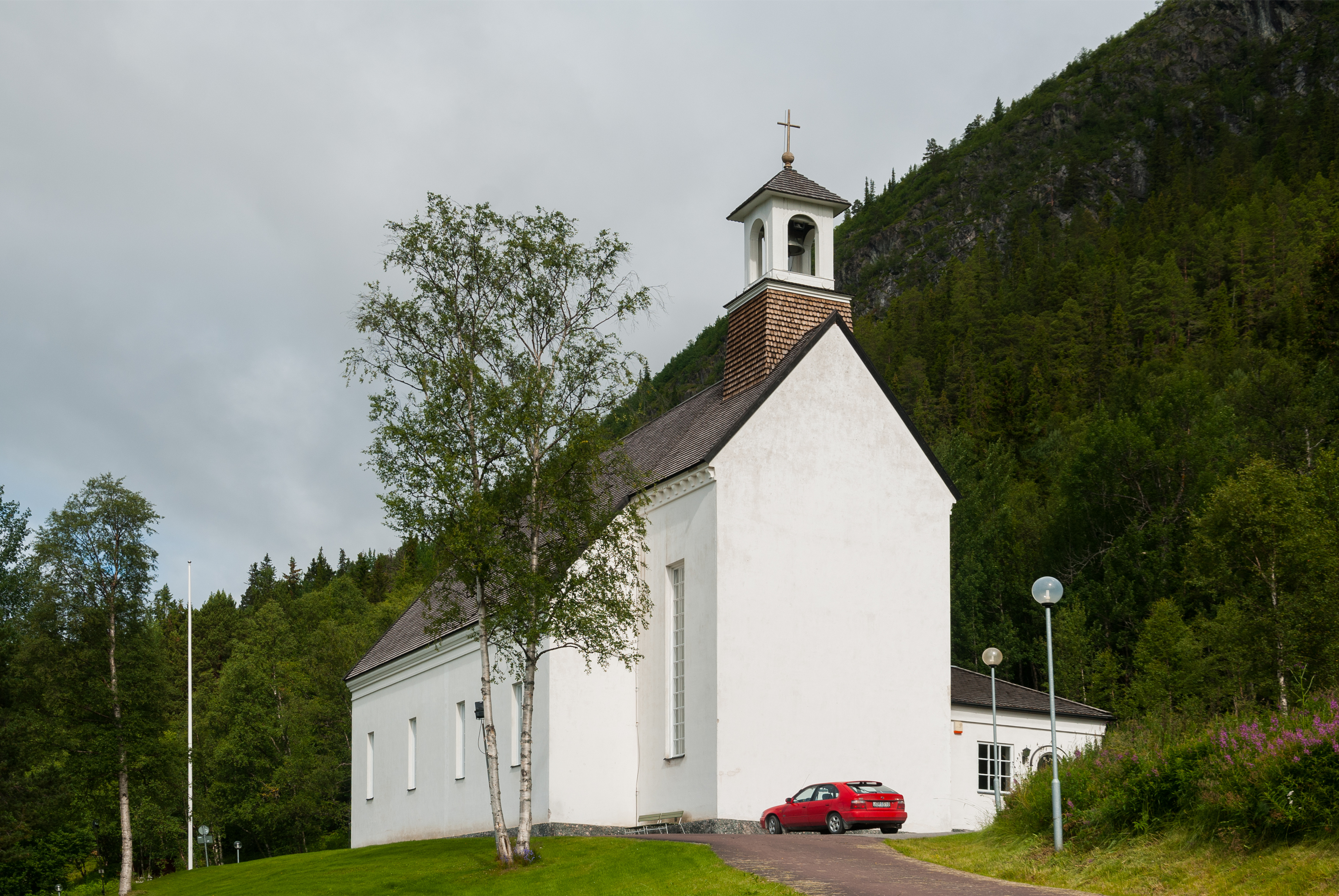
Funäsdalens kyrka (1928)
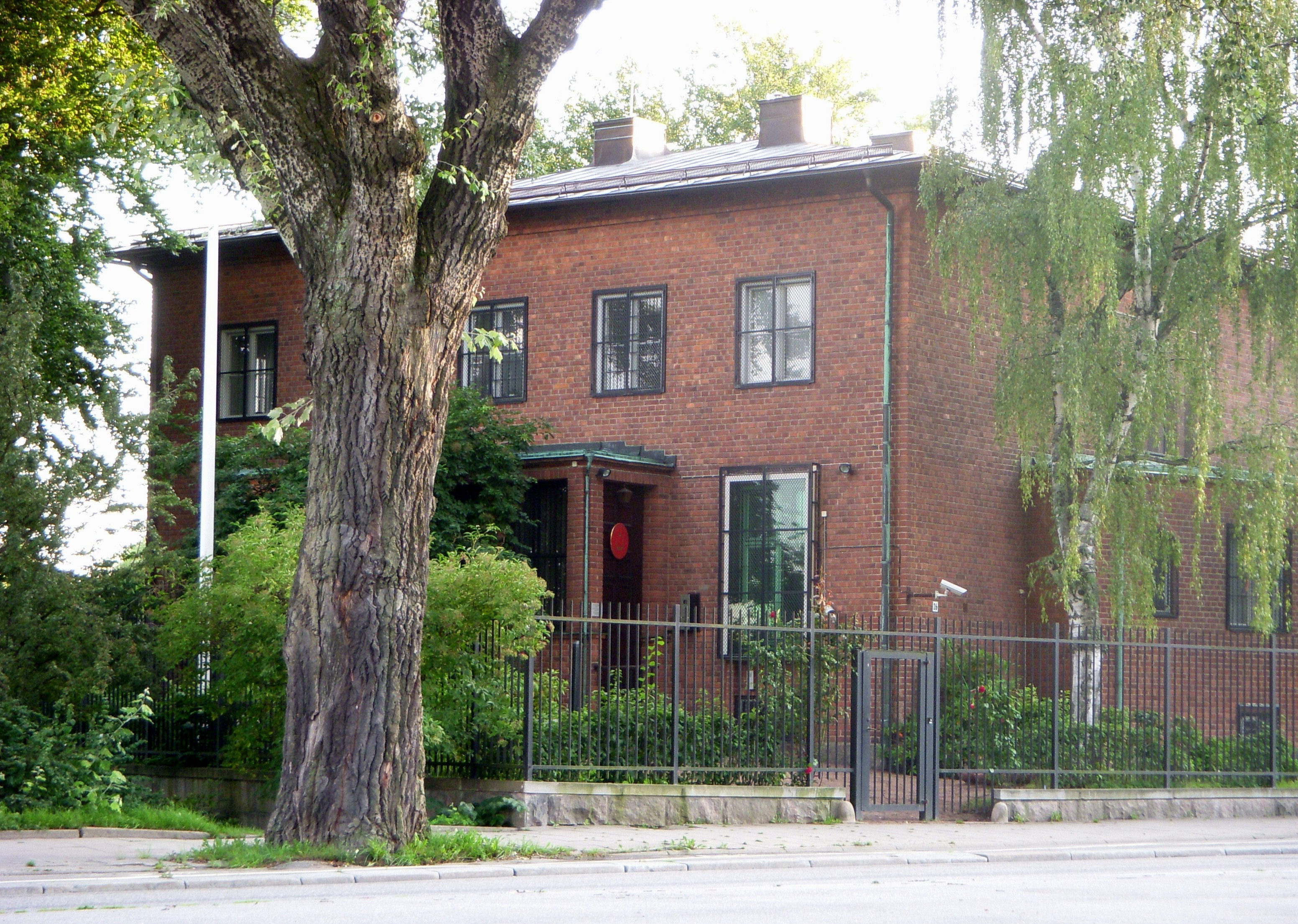
Villa Hjorth (1929-30)
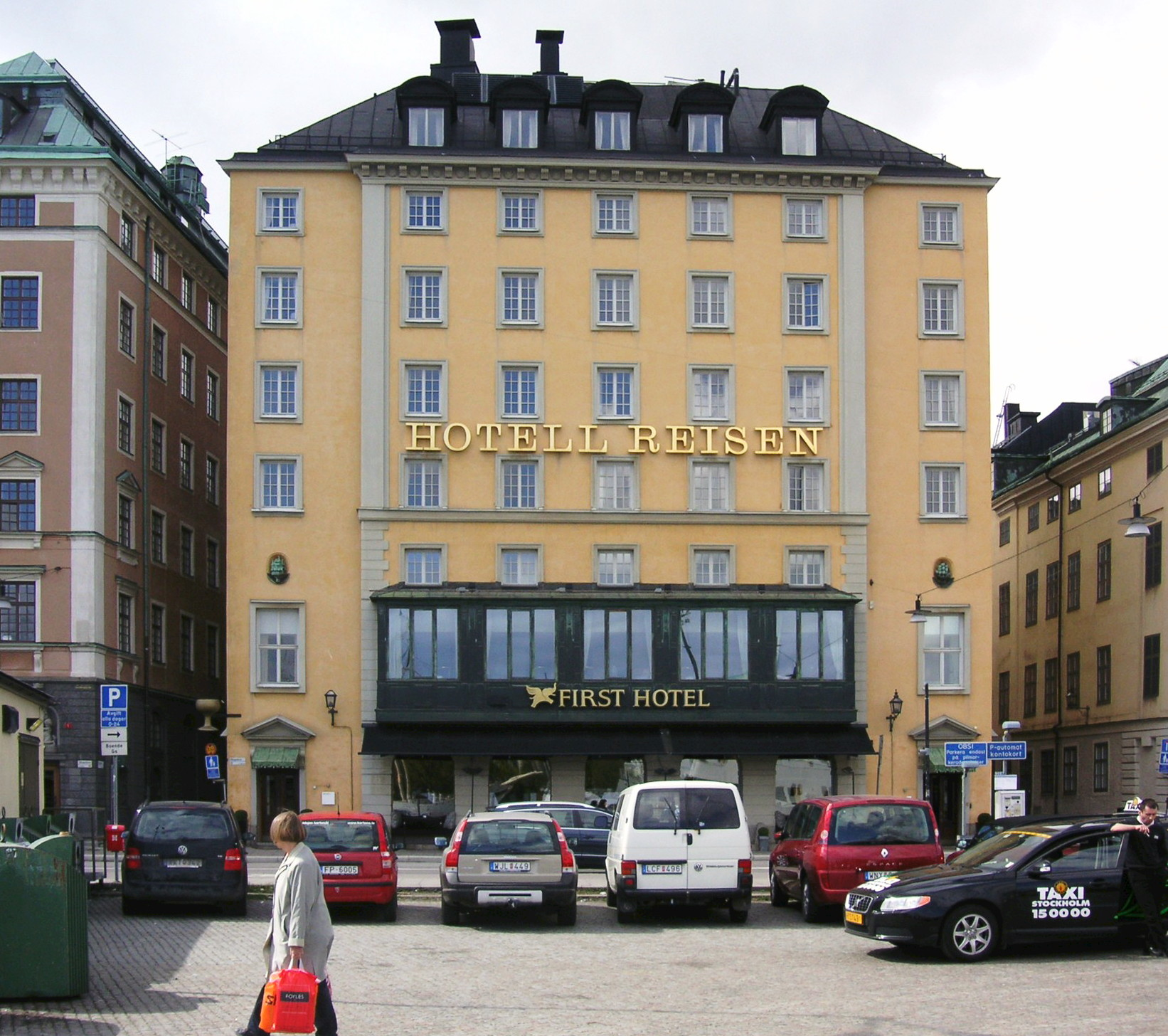
Hotel Reisen (1929)
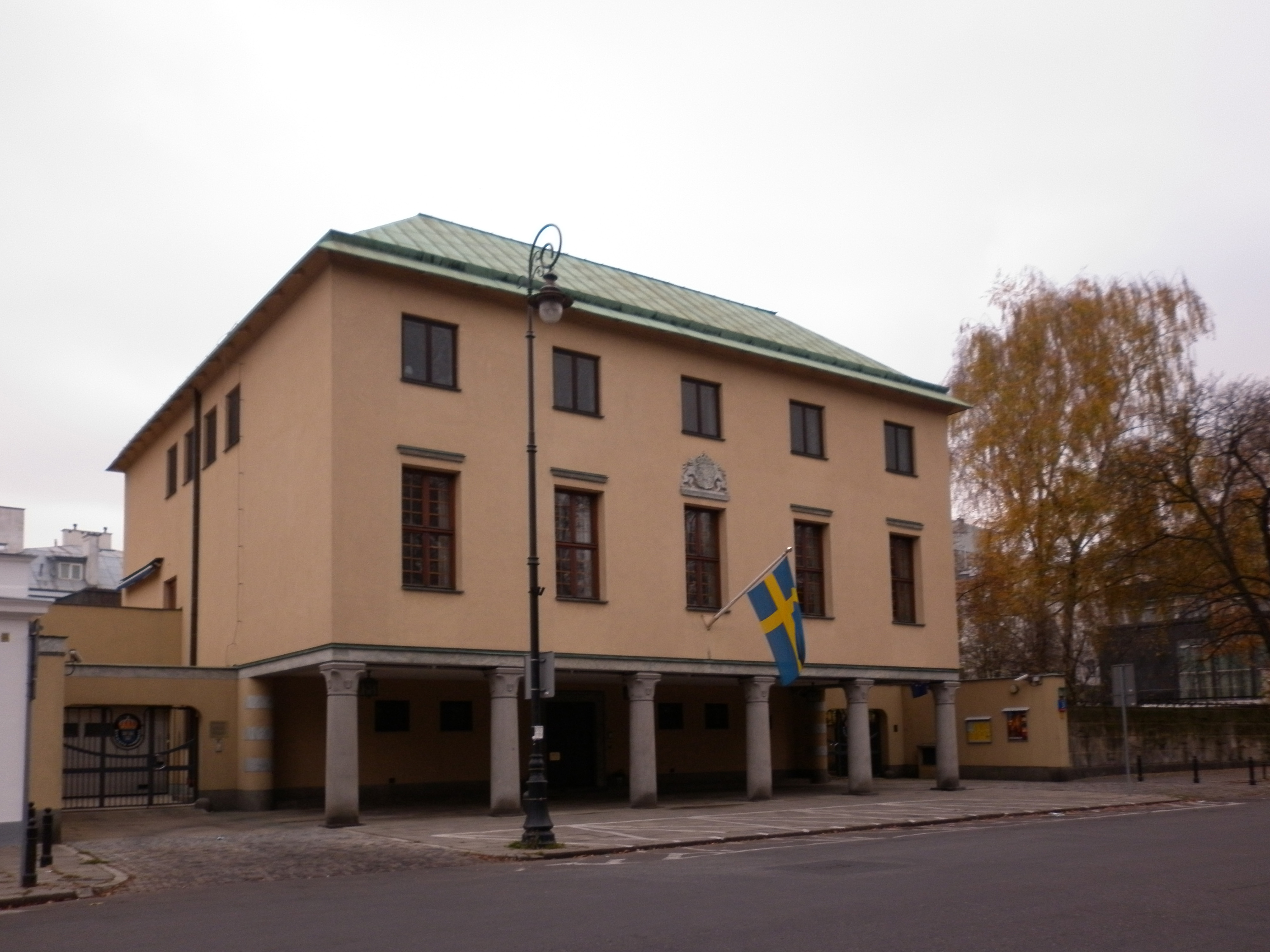
Beskickningshuset i Warszawa (1938)
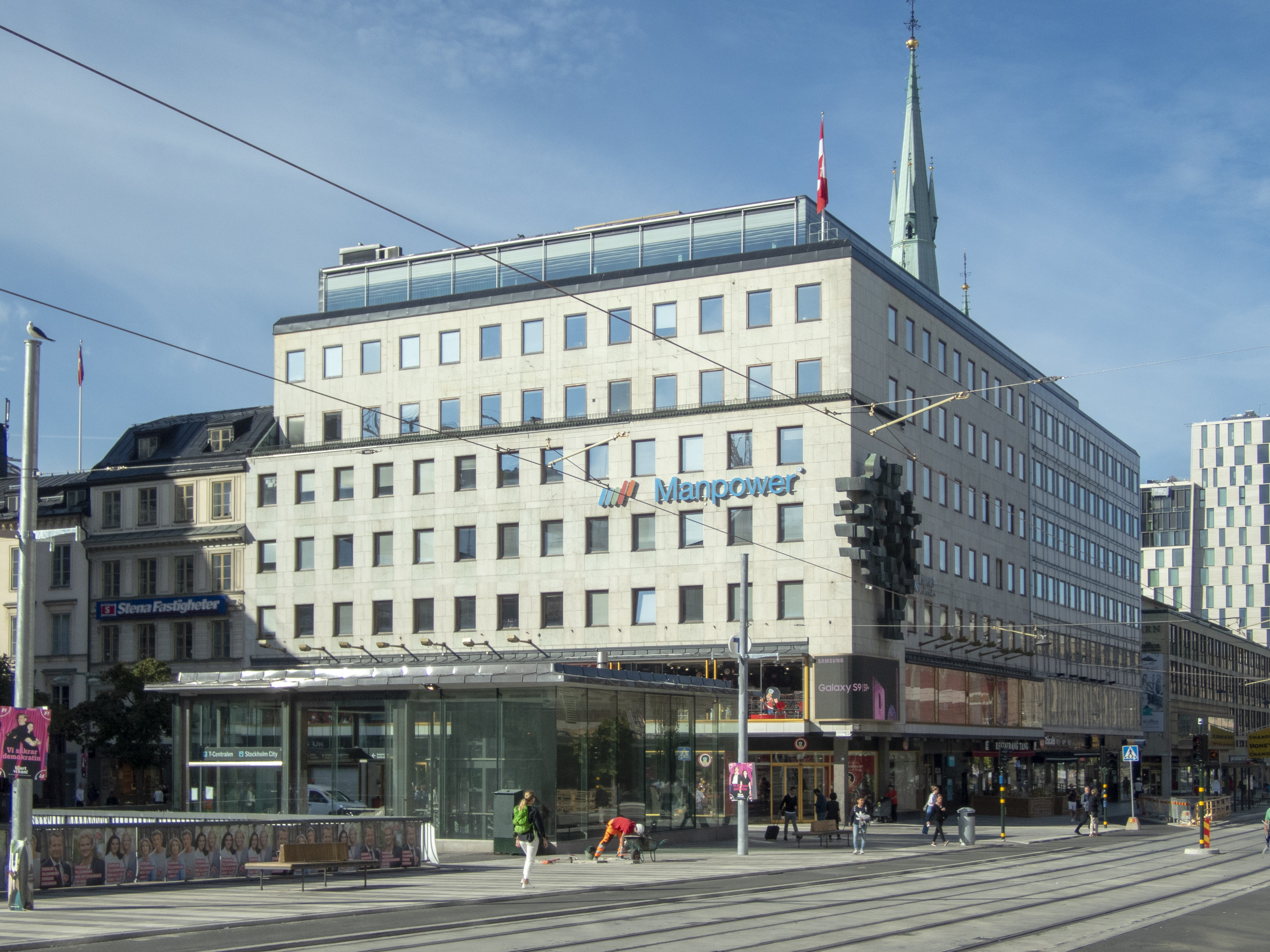
Länssparbanken Stockholm (1957-60)